# Les Châtelliers-Châteaumur
Les Châtelliers-Châteaumur è una località di 727 abitanti situato nel dipartimento della Vandea nella regione dei Paesi della Loira. Comune autonomo fino al 2015, dal 1º gennaio 2016 si è fusa con i comuni di La Flocellière, La Pommeraie-sur-Sèvre e Saint-Michel-Mont-Mercure per formare il nuovo comune di Sèvremont.

## Società

### Evoluzione demografica
Abitanti censiti